# الصحة الإنجابية في كوينزلاند

## التاريخ
حبوب منع الحمل أصبحت متوفرة في أستراليا عام 1961 ضد التراجع السياسي والاجتماعي. حتى عام 1969 ولاية نيو ساوث ويلز كانت الوحيدة التي توفر خدمات تخطيط عائلية من خلال جمعيات التخطيط العائلية في استراليا. في السنوات اللاحقة، تم تكوين جمعيات تخطيط عائلية في جميع الولايات الاأخرى. 
كوينز لاند بقيت متحفظة نسبيا، خصوصا من الناحية الجنسية. التعليم الجنسي في المدارس كان مقللا إلى الحد الادنى، نسبة حمل المراهقات في كوينز لاند كان الاعلى في أستراليا، الإجهاض كان غير قانوي وطرق الوصول لمنع الحمل كان محدودا، والزواج كان شرطا مسبقا لاستشارة منع الحمل. عام 1970 تم إنشاء جمعية اصلاح قانون الإجهاض (التي سميت  فيما بعد ب أطفال بالاختيار) وبدأت بالمساعدة مع فرع كوينز لاند للوبي الانتخابي للمرأة بعمل محاضرات ودروس لآليات التخطيط والتعليم الجنسي في المدارس واستحداث الإجهاض القانوني. 
واستكمالا لما سبق قامت جمعية كوينز لاند لتنظيم النسل - لمدة يومين - باستضافة جمعية الطب الأسترالي والكلية الملكية الأسترالية للمتمرسين. الهدف منها هو تكوين افرع للتدريب الطبي ولتوفير معلومات بشكل مجاني.
وأول عيادة تم افتتاحها كانت في فورتيتيود فالي في مارس 1972، بمتابعة من اطباء متطوعين انشأت لجان للخدمات التطوعية في عدة مدن لاحقا في سنة 1972. عام 1974 وبتمويل من حكومة برلمان المملكة المتحدة، تم افتتاح عدة عيادات في ابسويخ وماونت غرافات. وتم تكوين مراكز في توومبا عام 1986 وعام 1989. اليوم جمعية التخطيط العائلي تعمل في تسع مراكز عالمية. من هذه المواقع تقوم جمعية التنظيم العائلي بتوفير العديد من الخدمات الطبية والتعليمية وتقوم أيضا بتوفير الخدمات المعلوماتية والتدريبية في مجال الصحة الجنسية.

## التمويل
ترو يتلقى الدعم من أكثر من جهة، صحة كوينز لاند تقدم الدعم بشكل اساسي إلى العيادات النسائية، وبالأخص الخدمات التي تحتاج إلى موظفين ذو خبرة. ترو تتلقى الدعم أيضا من جهات أخرى تابعة إلى حكومة كوينز لاند لتنسيق مشاريع محددة وتلك المشاريع تتضمن عيادات وخدمات استشارية خاصة بالأطفال والعائلات الواقعة ضحية للاعتداء الجنسي. ترو أيضا ناجحة باكتساب الدعم لتشغيل مشاريع وانشاء مصادر عملها تقديم الدعم لمنظمات المتخصصة بالخدمات الاستشارية. وهذه المنظمة تقوم بتأجير غرف اجتماعات للاستشاريين وتقدم تصاريح عمل لتغطية تكاليفها. ترو أيضا تتلقى الدعم المادي بشكل سنوي من متبرعين ومنظمات أخرى.

## الخدمات
ترو تقدم اربع خدمات رئيسية:
1 الخدمات العيادية والتي تقدم استشارات للصحة الجنسية إلى النساء 
2 التعليم والتدريب إلى الاطباء والممرضين 
3 تعليم اجتماعي للمدارس والعائلات والمجموعات المختلفة في المجتمع 
4 خدمات لضحايا الاعتداء الجنسي 

### العيادات
تقدم الخدمات للرجال والنساء بكافة الاعمار مع العلم ان 97% من الخدمات يقوم تقديمها للنساء.
العيادات تعتبر من الدرجة الثانية حيث التدريب الرئيسي للمنظمة يتم تقديمه للمستشفيات. الهدف من العيادات التقليل من الضغط على المستشفيات حيث تقوم بتقديم الخدمات التي لا توفرها المستشفيات. الخدمات تقوم بتغطية الصحة الجنسية وخدمات تنظيم النسل وتستطيع حجز موعد دون وصفات من طبيب أو من مستشفى. وفي كل سنة تقوم ترو بتقديم خدماتها إلى 20000 شخص. 

### التعليم السريري
يتم تقديم هذا التدريب إلى الاطباء والممرضين وهذا هدف اساسي من اهداف المنظمة. تم تأسيس منظمة التخطيط الاسري لحكومة كوينز لاند بهدف تدريب موظفين العيادات وخاصة العيادات النسائية. وفي هذا الزمن تقوم ترو بتدريب عدد كبير من الممرضين والاطباء لخدمة المجتمع. ونتيجة ذلك ترو تقدم خدمات لا يمكن تقديمها في أي مستشفيات، حيث تقوم بالتركيز على الخدمات التي لا توفرها أي مؤسسات أخرى.

### التعليم الاجتماعي
التعليم الاجتماعي:
ترو تقدم التعليم لغاية زيادة الوعي عند الناس ويكون ذلك لطلاب المدارس والعائلات والمجموعات المجتمعية. يقوم المحاضر بتزويد طلاب المدارس والأساسية والثانوية بالمعلومات الجنسية، بالإضافة إلى طلاب التعليم العالي والآباء والجماعات الشابة وذوي الاحتياجات الخاصة وكبار السن والناس تلذين لا يتكلمون اللغة الإنجليزية وكل فئات المجتمع. تقدم ترو سنوياً خدماتها لما يقارب 30000 شخص عن طريق براجمها المختلفة.
عملت ترو تاريخياً كناشر للمصادر الموثوقة لطلاب المدارس والمجموعات الأخرى. إن عمل ترو في مجال سلامة وحماية الأطفال أدى إلى ظهور واحد من أفضل الكتب مبيعاً في أستراليا 'Everyone's got a bottom' وأدى ايضاً إلى نشر مفهوم (the traffic lights framework) الذي انتشر بشكل واسع في أستراليا وكل انحاء العالم ليكون طريقة للتعبير وفهم والاستجابة لسلوك الأطفال الجنسي. كما أن هذا المفهوم (the traffic lights framework) تم تمثيله في كتاب سمي (?This normal) وتطبيق traffic lights